# Sigurd Persson
Sigurd Fritiof Persson, född 22 november 1914 i Helsingborg, död 18 oktober 2003 i Stockholm, var en svensk ädelsmed, formgivare och skulptör. 
Han räknas som en av 1900-talets största svenska formgivare. Han var bror till konsthantverkaren Sussi Persson (1916–2005) och guldsmeden Eleonora Persson (1918–1994).

## Liv och verk
Sigurd Persson föddes i stadsdelen Stattena i Helsingborg som son till silversmeden Frithiof Persson och dennes hustru Lina Beckel. Från 1933 bodde familjen på Tågaborg. Fadern hade 1912 öppnat en guldsmedja i staden, där Sigurd Persson så småningom gick som lärling. Fadern samarbetade även en tid med silversmeden Anders Nilsson i Lund, far till Wiwen Nilsson. Persson tog sitt gesällprov 1938 och begav sig sedan ut på gesällvandring. Då hans mor härstammade från Tyskland och han därför behärskade språket valde han att vidareutbilda sig vid konstakademien i München. I och med andra världskrigets utbrott avbröts studierna och han började istället vid Högre Konstindustriella skolan i Stockholm och 1942 öppnade han en egen ateljé i staden. Han var från 1943 till 1945 även anställd vid Atelier Borgila, där han verkade som smyckesformgivare samtidigt som han undervisade yngre silversmeder.

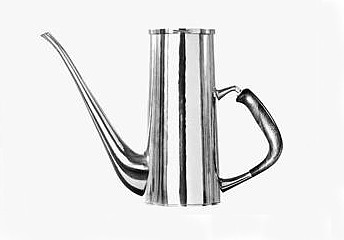
En silverkanna formgiven av Sigurd Persson 1959 och fotograferad av Sune Sundahl.

Han tillhörde den nya generation ädelsmeder som växte fram efter andra världskriget, där formtänkandet blev mer förenklat jämfört med den jugendinspirerade stil, som dominerat före kriget. En ökad industrialisering av hantverket ställde också krav på enklare stilarter. Persson påbörjade 1949 ett samarbete med företaget Silver och Stål (S&S), med vilket han hade flera framgångsrika produktioner. Samarbetet kom att vara i 40 år och under denna tid formgav han flera olika konsumentprodukter, bland annat dubbelkarotten Cultura (1953) och kaffekitteln Mamsell (1963). Han höll 1950 sin debututställning i Stockholm och under 1950- och 1960-talen dominerades hans verk av såväl vardagsartiklar, till exempel bestick och kaffekannor, som kyrkligt och profant korpussilver. I efterkrigstiden blev kyrkorna flitiga beställare och Persson anses som en av förnyarna inom svenskt kyrkosilver med sina kraftfulla, men enkla och raffinerade former. Vid H55-utställningen i Helsingborg 1955 visades bestickserien Servus, som Persson ritat 1953, upp för första gången. Serien blev mycket populär och blev ett välkänt matbestick i Sverige. Som en uppföljning vann han 1959 en tävling om nya bestick för SAS.
Sitt internationella genombrott fick Persson 1960 i och med utställningen 77 ringar på NK i Stockholm. Hans verksamhetsfält breddades allt mer och under 1960-talet formgav han stolar av stålrör och plywood för Åry Stålmöbler. År 1964 ritade han den välkända diskborsten i plast för Kronborsten och under 1960-talet ombads han att utforma nya emblem för svenska försvarets uniformer. Han anställdes 1967 av Kosta glasbruk där han bland annat formgav färgat underfångsglas med graverade dekorer av Lisa Bauer samt Slottsservisen. År 1976 vann Persson tävlingen om att formge den nya svenska femkronan.
Persson fortsatte sin verksamhet fram till sin död och visade under sin karriär upp ett brett register och formgav föremål i silver, rostfritt stål, gjutjärn, emalj, glas och plast. Verken har ofta drag av inspiration från naturen med stiliserade organiska drag.
Han mottog Svenska Slöjdföreningens Gregor Paulsson-statyett 1958, tilldelades S:t Egeliusmedaljen av Sveriges Juvelerare- och Guldsmedsförbund 1969 och Prins Eugen-medaljen för framstående konstnärsgärning 1970. Han tilldelades även Helsingborgsmedaljen 1983. Persson är begravd på Pålsjö kyrkogård i Helsingborg.
Hans verk finns representerade i flera museer världen över, bland annat Nationalmuseum och Nordiska museet i Stockholm, Röhsska museet i Göteborg, Örebro läns museum, Helsingborgs museum, Det Danske Kunstindistrimuseum i Köpenhamn, Kunstindustrimuseet i Oslo, Musée des Arts Décoratife i Paris och Museum of Modern Art i New York, Victoria and Albert Museum, National Gallery of Victoria, Philadelphia Museum of Art, Nordenfjeldske Kunstindustrimuseum, Drammens museum, Helsingborgs museum, Kulturen, Hallands kulturhistoriska museum, Armémuseum, Smålands museum, Sundsvalls museum och Postmuseum. Hans son, Jesper Persson, driver Galleri Sigurd Persson beläget vid Sankt Jörgens plats i Helsingborg.